# Premier League (Taiwan)
La Taiwan Football Premier League (台灣企業甲級足球聯賽S) è  la principale competizione calcistica di Taiwan.

## Formato
Il campionato si svolge su anno solare, solitamente da aprile a novembre, e comprende 8 squadre partecipanti che si affrontano in un girone all'italiana con partite di andata, ritorno e nuovamente andata, per un totale di 21 giornate. La squadra prima in classifica è incoronata Campione di Taiwan e si qualifica alla Coppa dell'AFC.
Dal 2020 è in vigore un sistema di promozioni e retrocessioni con la seconda serie nazionale, la Taiwan Challenge League (台灣企業甲級升降足球聯賽S), con una retrocessione diretta e una squadra che gioca gli spareggi contro un'altra avversaria di Challenge League.

## Storia
La Taiwan Football Premier League nasce nel 2017, a seguito della chiusura della allora principale competizione calcistica dell'isola, la Intercity Football League.

## Le Squadre
Sono 14 le squadre ad aver preso parte agli 8 campionati di Premier League che sono stati disputati a partire dal 2017 fino alla stagione 2024 (della quale si riportano in grassetto le squadre partecipanti):
- 8 volte: Tainan City, Hang Yuen, Taiwan Power Co., Leopard Cat
- 7 volte: Ming Chuan University
- 6 volte: Taichung Futuro
- 5 volte: Land Home NTUS, Taipei Deva Dragons
- 3 volte: AC Taipei
- 2 volte: CPC Corporation, Royal Blues, NSTC
- 1 volta: Taipei Vikings, Bear Bro Ilan F.C.

Stagione 2023
| Squadra               | Nome cinese    | Città        | Stagioni in TFPL | Prima stagione in TFPL |
| --------------------- | -------------- | ------------ | ---------------- | ---------------------- |
| AC Taipei             | 台北競技俱樂部 | Taipei       | 2                | 2022                   |
| Hang Yuen             | 新北航源       | Nuova Taipei | 6                | 2017                   |
| Ming Chuan University | 銘傳大學       | Taoyuan      | 5                | 2017                   |
| Taichung Futuro       | 台中FUTURO     | Taichung     | 5                | 2019                   |
| Tainan City           | 台南市台灣鋼鐵 | Tainan       | 7                | 2017                   |
| Taipei Deva Dragons   | 臺北天龍       | Zhubei       | 5                | 2018                   |
| Taiwan Power Co.      | 台灣電力       | Kaohsiung    | 7                | 2017                   |
| Tatung                | 臺灣石虎       | Taipei       | 7                | 2017                   |

## Albo d'oro
- 2017:  Tatung
- 2018:  Tatung
- 2019:  Tatung
- 2020:  Tainan City
- 2021:  Tainan City
- 2022:  Tainan City
- 2023:  Tainan City
- 2024:  Tainan City

### Vittorie per squadra
| Squadra     | Vittorie | Anni                         |
| ----------- | -------- | ---------------------------- |
| Tainan City | 5        | 2020, 2021, 2022, 2023, 2024 |
| Tatung      | 3        | 2017, 2018, 2019             |

## Capocannonieri
| Stagione | Miglior Marcatore | Squadra         | Gol |
| -------- | ----------------- | --------------- | --- |
| 2017     | Marc Fenelus      | Tatung          | 38  |
| 2018     | Marc Fenelus      | Tatung          | 27  |
| 2019     | Benchy Estama     | Hang Yuen       | 25  |
| 2020     | Ange Samuel       | Tatung          | 20  |
| 2021     | Marc Fenelus      | Tainan City     | 11  |
| 2022     | Marc Fenelus      | Tainan City     | 19  |
| 2023     | Huang Wei-Chieh   | AC Taipei       | 13  |
| 2024     | Li Mao            | Taichung Futuro | 9   |